# Isla Garrapata
Isla Garrapata är en ö i Mexiko. Den ligger i bukten Bahía Santa María och tillhör kommunen Ángostura i delstaten Sinaloa, i den västra delen av landet.